# El Kowm
El Kowm est une oasis située dans le désert syrien, au nord-est de Palmyre, non loin d'Al-Soukhna. On trouve dans un rayon de 10 à 20 km autour de l'oasis une série de sites préhistoriques couvrant une très large période, allant du Paléolithique inférieur, il y a 1,8 million d'années, jusqu'au Néolithique,,.
Des sources naturelles arrosent quelques points sur les bords sud-ouest et nord du plateau d'El Kowm. La végétation ne pouvait se développer réellement dans la région que durant de courtes périodes plus humides du Pléistocène. Les habitants chassaient probablement les gazelles, les équidés et les camélidés. De nombreux outils et armes de pierre, tels que des bifaces et des pointes de flèches, ont été trouvées sur les différents sites de la région.

## Historique
Un premier sondage du site fut réalisé en 1967 par M. N. van Loon et Rudolf Dornemann, avec une tranchée de 3,5 mètres, à El Kowm I, un grand tell néolithique d'environ 3 ha. Les auteurs ont classé leurs résultats en 5 périodes : début du Néolithique (A), Néolithique moyen (B–C), Néolithique tardif (D) et post-Néolithique (E). 
D'autres fouilles ont été faites sur un petit tell périphérique appelé El Kowm II, entre 1978 et 1987, par Danielle Stordeur et la mission permanente du ministère français des Affaires étrangères, à El Kowm-Mureybet. Les niveaux néolithiques à El Kowm II ont montré l'un des premiers sites où des réseaux d'irrigation et des réseaux d'eaux usées ont été créés,.
Des recherches ont été réalisées à partir de 1980 par Jacques Cauvin (en) et M.-C. Cauvin, Lorraine Copeland, François Heures, Jean-Marie Le Tensorer et Sultan Muhesen. Depuis 1989, d'autres recherches ont été menées par l'Institut de préhistoire et des sciences archéologiques de l'université de Bâle et le département d'histoire de l'université de Damas. Ceux-ci se sont concentrés sur les sites paléolithiques appelés Nadaouiyeh Aïn Askar, montrant une période d'occupation allant de 500 000 à 100 000 ans avant le présent (AP), et Hummal, montrant des traces d'occupation humaine de plus d'1 million d'années. Une autre période a été identifiée sous les niveaux du Yabroudien, qui a été provisoirement rattachée au Tayacien.

## Paléolithique inférieur

### Oldowayen
Le Levant montre une présence humaine depuis au moins 1,8 Ma. En Syrie centrale, le site d'Aïn al Fil, dans la région d’El Kowm, a été fouillé en 2008 et 2010. L’industrie lithique mise au jour dans les niveaux les plus anciens comporte un grand nombre d’éclats non retouchés, de galets aménagés et d’autres artéfacts nucléiformes. Il s’agit d’un assemblage de mode I, c'est-à-dire de type oldowayen, très proche des assemblages de la même époque connus en Afrique.
Le niveau le plus ancien de la stratigraphie se situe avant trois évènements positifs au sein de la période paléomagnétique de Matuyama. L’ensemble des données permet de dater cette couche vers 1,8 Ma AP, c'est-à-dire au sein de la phase d’Olduvai, voire juste avant la limite de l’inversion Olduvai/Matuyama. Avec ceux du gisement voisin de Hummal, ces niveaux correspondent aux plus anciennes traces de présence humaine jamais trouvées en Syrie.
Ainsi, les premiers hommes n’occupèrent pas seulement au Levant les zones les plus favorables, mais investirent aussi des territoires dont l’environnement était moins accueillant, démontrant une capacité d'adaptation précoce.

### Acheuléen
En 1996, une équipe comprenant Jean-Marie Le Tensorer découvrit un fragment de crâne humain daté de 450 000 ans dans un niveau acheuléen, à Nadaouiyeh Aïn Askar, dans la région d'El Kowm. Cet os pariétal est l'un des rares fossiles humains anciens trouvés à ce jour au Moyen-Orient. Il montre une morphologie archaïque, avec un allongement antéro-postérieur et une épaisseur de 12 mmm, le double d'un os pariétal humain moderne.

## Paléolithique moyen
En 2005, l'équipe de l'université de Bâle a trouvé plus de quarante fragments d'os fossiles de chameau géant, datant de 150 000 ans, une nouvelle espèce de camélidés, dénommée Camelus moreli. Ce chameau faisait deux fois la taille d'un chameau moderne. Il se trouvait à côté de restes humains.

## Néolithique
Le site a été abandonné avant 11000 av. J.-C., puis de nouveau occupé durant le Néolithique à partir de 7 000 à 6 500 av. J.-C., avec un grand établissement sédentaire. Les maisons étaient bien construites et compartimentées. Beaucoup d'entre elles incluaient des caniveaux entre les chambres, avec des trous pour évacuer les eaux usées hors du bâtiment.
On a trouvé une fresque peinte avec des équidés sur un plat de plâtre. Des comparaisons culturelles ont été faites avec les sites de Tell Abu Hureyra et de Bouqras.
Des échantillons paléobotaniques ont été analysés par Willem van Zeist, qui a conclu que l'amidonnier et le blé dur ont été cultivés depuis le plus ancien étage néolithique à El Kowm I, soit environ 6300 av. J.-C.. Danielle Stordeur a fouillé El Kowm II plus récemment, et l'a daté vers 7000 av. J.-C.
Willem van Zeist a suggéré qu'une certaine forme d'irrigation a été employée à El Kowm II, et les fouilleurs à El Kowm II sont provisoirement d'accord avec l'hypothèse. Danielle Stordeur a suggéré que, pendant que la colonie voisine de Qdeir montrait des caractères plus nomades, El Kowm I et El Kowm II ne montraient aucun signe de campement provisoire. Les habitants ont creusé des canaux simples, alimentant les champs en eau depuis les sources locales à l'aide d'un simple système à gravité. Ce type d'irrigation ressemble à celui que l'on a mis au jour à Jéricho (Israël). Jacques Cauvin a également suggéré El Kowm comme un des lieux possibles de l'invention de l'irrigation.